# 佐藤次郎 (編集委員)
佐藤 次郎（さとう じろう、1950年 - ）は、日本の編集委員である。

## 経歴
1950年（昭和25年）生まれ。神奈川県横浜市出身。
大学卒業後、1973年中日新聞社に入社。同東京本社（東京新聞）社会部、特報部などを経て、1986年から運動部に在籍。
運動部長を務めた後、編集委員兼論説委員。
笹川スポーツ財団評議員も務める。

## 受賞歴
- ミズノ・スポーツライター賞 （『Sportsもうひとつの風景』に対して）
- JRA賞馬事文化賞 2000年 （『砂の王メイセイオペラ』に対して）

## 著書
- 『Sportsもうひとつの風景』東京新聞出版局、1995年
- 『晴れ時どきスポーツ』洋泉社、1998年
- 『夢は箱根を駆けめぐる』洋泉社、1999年
- 『砂の王メイセイオペラ』新潮社、2000年
- 『孤闘 ― スケルトン越和宏の滑走十年』新潮社、2003年
- 『あした光りのなかで ― 成田真由美という伝説』ホーム社（集英社）、2006年